# 김정화 (1986년)
김정화 (1986년 4월 7일 ~)은 대한민국의 배우이다.

## 드라마
- 2013년 MBC 수목드라마 《미스코리아》
- 2014년 MBC 수목드라마 《앙큼한 돌싱녀》 ... 회사 직원 역
- 2015년 SBS 수목드라마 《가면》
- 2016년 JTBC 금토드라마 《마녀보감》
- 2019년 SBS 아침드라마 《맛 좀 보실래요》 ... 한정원 역
- 2021년 MBC 일일드라마 《두 번째 남편》 ... 최은결 역

## 예능
- 2014년  M-NET 예능 프로그램               《엔터테이너스》
- 2018년 ~ 2019년 KBS JOY 예능 프로그램 《연애의 참견 2》

## CF 겸 모델
- 2013년 ~ 2014년 결혼맞선 프로그램 《듀오》